# Mr. Nice Guy
Mr. Nice Guy (Originaltitel: englisch Mr. Nice Guy, chinesisch 一個好人 / 一个好人 – „Ein guter Mensch“, Alternativtitel: Mr. Nice Guy – Erst kämpfen, dann fragen) ist ein 1997 in Hongkong produzierter Action- und Martial-Arts-Film mit Jackie Chan, Regie führt sein langjähriger Freund und Filmpartner Sammo Hung.

## Handlung
Die Journalistin Diana filmt einen Drogendeal von Giancarlo und wird dabei entdeckt. Auf der Flucht vor den Drogenhändlern trifft sie auf den Fernsehkoch Jackie. Dabei vertauschen die beiden ihre Videobänder, worauf die Verbrecher auch hinter Jackie her sind. Um das Band zu bekommen, wird Jackies Freundin Miki entführt. Jackie versucht, seine Freundin zu befreien.
Als am nächsten Tag die Übergabe fehlschlägt, platzt Jackie, von der Polizei geduldet, mit einem großen Kipplaster ins Hauptquartier der Verbrecher und stellt diese.

## Kritiken
„Damit folgt ‚Mr. Nice Guy‘ dem bewährten Rezept seines Stars: Zwischen atemberaubender Action, irrwitzigem Slapstick und perfekt choreographierten Martial-arts-Kämpfen fällt kaum noch auf, daß eine Geschichte nur rudimentär existiert. Im Unterschied zum BuddyMovie ‚Rush Hour‘ ist ‚Mr. Nice Guy‘ eine rasante One-Man-Show, in der Jackie Chan einmal mehr seinen Stummfilm-Idolen Buster Keaton und Harold Lloyd nacheifert. Aber er schaltet hier in puncto amüsanter Akrobatik noch einen Gang höher als gewohnt – was den Film für seine Fans zum echten Fünf-Gänge-Action-Menü macht. Mahlzeit!“

„Ein ganz auf Zerstörungsorgien angelegter Actionfilm, der dem Martial-Arts-Star Jackie Chan zwar einige außergewöhnliche Stunts ermöglicht, ansonsten jedoch die Versatzstücke des Genres nur reproduziert.“

## Sonstiges
- Der Film existiert in drei Versionen, einer kantonesischen Hongkong-Version, einer englischen Hongkong-Version, in der sich Chan nicht selbst synchronisiert und in einer internationalen Version, die auf einige brutalere Szenen verzichtet und mit neuer Musik unterlegt wurde. Die gekürzte internationale Version des Films weist gegenüber der ungekürzten Originalversion mindestens 290 Abweichungen auf.[2]
- Die Handlung des Films spielt sich größtenteils in Melbourne (Australien) ab.[6]
- Jackie Chan brach sich bei den Dreharbeiten zum dritten Mal die Nase.[7]
- Sammo Hung hatte einen kurzen Cameo-Auftritt als Fahrradkurier.[8]
- Richard Norton, der Giancarlo spielt, feierte sein Filmdebüt im Jackie-Chan-Film Powerman 2.[9]

## Auszeichnungen
- Taipei Golden Horse Award 1997: Gewinner der Kategorie „Beste Action Choreografie“ (Wing Cho)
- Hong Kong Film Award 1998: Nominiert in der Kategorie „Beste Action Choreographie“ (Wing Cho)